# 리툭시맙
리툭산(Rituxan) 등의 상품명으로 판매되는 리툭시맙(rituximab)은 특정 자가면역질환이나 암을 치료하기 위해 쓰이는 단클론 항체 약물이다. 리툭시맙이 사용되는 질환에는 비호지킨 림프종, (노인 환자를 제외한) 만성 림프구성 백혈병, 류마티스 관절염, 다발혈관염 동반 육아종증, 특발성 혈소판감소성 자반증, 보통천포창, 중증 근무력증, 엡스타인-바 바이러스 양성 점막 궤양 등이 있다. 정맥 주사를 통해 천천히 투여한다. 리툭산의 바이오시밀러에는 Blitzima, Riabni, Ritemvia, Rituenza (F.K.A. Tuxella), Rixathon, Ruxience, Truxima 등이 있다.
약물 투여 후 2시간 안에 종종 발생하는 흔한 부작용에는 발진, 가려움, 저혈압, 호흡곤란이 있으며 감염도 흔히 나타난다.
심각한 부작용에는 이전에 감염되었던 B형 간염의 재활성화, 진행성 다초점 백질뇌병증, 독성표피괴사용해, 사망이 있다. 임신 중 사용했을 때 태아나 신생아에게 안전한지는 불명확하나유해하다고 입증되지는 않았다.
리툭시맙은 면역계의 B세포 표면에서 주로 발견되는 단백질인 CD20에 대한 키메라 단클론 항체이다. 리툭시맙이 CD20에 결합하면 세포가 죽도록 유도한다.
리툭시맙의 사용은 1997년에 승인되었다. 현재 WHO 필수 의약품 목록에 등재되어 있다.

## 의학적 사용
리툭시맙은 B세포의 표면 항원인 CD20을 표적으로 하는 키메라 단클론 항체이다. 따라서 리툭시맙은 정상과 병원성 B세포를 고갈시키는 방식으로 작용하며, 형질세포와 조혈모세포는 CD20 표면 항원을 발현하지 않으므로 보존된다.
미국의 경우 리툭시맙의 적응증은 다음과 같다.
1. 비호지킨 림프종(NHL)[7]
2. 만성 림프구성 백혈병(CLL)[7]
3. 하나 이상의 TNF 억제제에 대하여 불충분한 반응을 보이는 류마티스 관절염[7]
4. 다발혈관염 동반 육아종증, 현미경적 다발혈관염 등의 혈관염[7]
5. 중등도에서 중증의 보통천포창[7]
6. 이전에 치료되지 않은 진행기의 CD20 양성 미만성 거대 B세포 림프종(DLBCL), 버킷림프종(BL), 버킷유사림프종(BLL), 성숙 B세포 급성 백혈병(B-AL)이 있는 (6개월 이상 18세 미만의) 어린이에 대하여 화학요법과 혼합하여 투여[20]

### 혈액암
리툭시맙은 비호지킨 림프종, 만성 림프구성 백혈병, 결절성 림프구 우세형 호지킨 림프종(NHL) 등을 포함하는 백혈병과 림프종, 즉 혈액암을 치료하기 위해 사용된다. NHL의 일종인 발덴스트롬 거대글로불린혈증도 리툭시맙의 적응증에 포함된다. 히알루로니데이스와 리툭시맙의 조합은 'Mabthera SC', 'Rituxan Hycela' 등의 상품명으로 판매되고 있으며 소포림프종, 미만성 거대 B세포 림프종, 만성 림프구성 백혈병 치료에 쓰인다. CD20 양성 만성 림프구성 백혈병 치료에는 플루다라빈, 사이클로포스파마이드와의 조합을 사용할 수 있다.

### 자가면역질환
리툭시맙은 세 건의 무작위 배정 임상시험에서 효과적으로 류마티스 관절염을 치료할 수 있다는 것이 증명되어 재발성 류마티스 질환에 대해 사용이 승인되었다. 미국에서는 메토트렉세이트(MTX)와 조합하여 하나 이상의 TNF 억제제 치료에서 불충분한 반응을 보인 중등도에서 중증의 활동성 류마티스 관절염 환자에게 사용할 수 있다는 FDA의 허가가 났다. EU에서는 사용 범위가 조금 더 제한적인데, 메토트렉세이트와의 조합은 하나 이상의 TNF 억제제 치료에서 불충분한 반응을 보인 중증의 활동성 류마티스 관절염 환자에게 사용할 수 있다.
다른 여러 자가면역질환에 대한 안전에 대한 근거는 부족하지만 효능을 입증하는 근거는 몇몇 있다. 리툭시맙은 그로 인해 다발성 경화증, 전신 홍반 루푸스, 만성 염증성 탈수초성 다발신경병증, 자가면역 빈혈 등의 치료가 어려운 경우에 오프라벨로서 널리 사용된다. 가장 위험하면서도 희귀하고, 대부분 치명적인 부작용은 진행성 다초점 백질뇌병증(PML)이지만, 자가면역질환에서 발생한 경우는 매우 적은 사례만이 보고되어 있다.
그 외에 리툭시맙으로 치료된 다른 자가면역질환에는 자가면역성 용혈성 빈혈, 순적혈구 무형성증, 혈전성 혈소판감소성 자반증(TTP), 특발성 혈소판감소성 자반증(ITP), 에반스 증후군, 다발혈관염 동반 육아종증과 같은 혈관염, 천포창이나 유사천포창 등의 물집 피부병, 제1형 당뇨병, 쇼그렌 증후군, 항NMDA 수용체 뇌염, 시신경척수염(데빅병), 그레이브스 안병증, 자가면역성 췌장염, 안구간대경련-근간대경련 증후군(OMS), IgG4 관련 질환이 있다. IgA 매개 자가면역질환 치료에는 효과가 적다는 근거가 몇몇 있다.

## 작용 기전

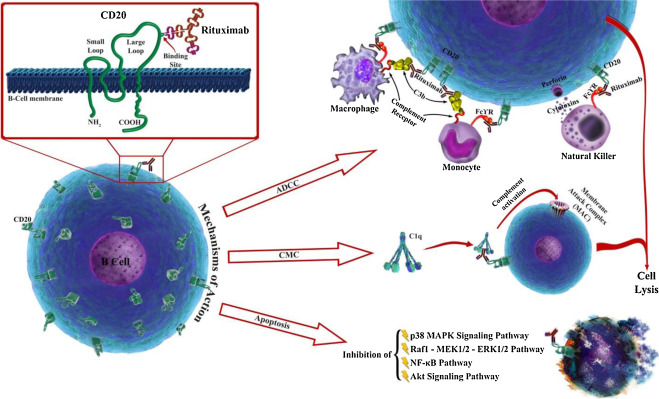
리툭시맙의 작용 기전. 리툭시맙은 세 가지 서로 다른 독립적인 기전을 통해 작용한다. (1) 항체의존성 세포매개독성 (ADCC) (2) 보체 매개 세포독성 (CMC) (3) 세포자멸사. 왼쪽 위에는 CD20과 리툭시맙의 구조가 그려진 모식도가 있다.

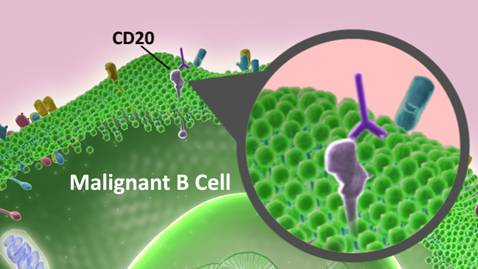
CD20에 결합하는 리툭시맙. CD20 단백질은 세포막에 존재하는 단백질이며, 그림에서 Y 모양의 항체로 그려진 리툭시맙이 CD20에 결합하고 있다.

리툭시맙은 세포 표면 단백질인 CD20에 결합하는 항체이다. CD20은 pre-B세포 초기부터 분화 직전의 성숙 B세포까지의 B세포에서 매우 널리 발현되는 단백질이다. 최종적으로 분화가 끝난 형질세포에는 CD20이 존재하지 않는다. CD20의 기능이 완전히 알려져 있지는 않으나, 세포막을 가로지르는 칼슘 이온(Ca2+)의 이동에 관여하여 세포내 칼슘 이온 농도를 유지하고 B세포가 활성화될 수 있도록 기여한다고 추정된다.
CD20을 세포 표면에 적게 발현하는 세포를 제거하는 데에 리툭시맙은 비교적 효과적이지 못하다. 리툭시맙은 CD20의 한쪽에 달라붙는 경향이 있으며, 이때 캡(cap)을 형성하여 결합한 쪽으로 단백질을 끌어당긴다. 캡이 있으면 자연살해세포(NK세포)가 B세포를 파괴하는 성공률이 올라간다. NK세포가 캡에 붙으면 B세포를 죽이는 성공률이 80% 정도이나, B세포가 이러한 비대칭적인 단백질 클러스터를 가지고 있지 않으면 성공률은 40%에 그친다.
현재까지 알려진 리툭시맙의 효과는 다음과 같다.
- 리툭시맙의 Fc 부위는 항체의존성 세포매개독성(ADCC)와 보체의존성 세포독성(CDC)을 매개한다.[45]
- 리툭시맙은 세포 주기에 광범위한 조절 효과를 보인다.
- 특히 만성 림프구성 백혈병(CLL)에서, CD20 발현 수준이 높으며 BCR 신호전달 경향이 강한 악성 B세포를 더 잘 제거한다.[42]
- MHC 클래스 II와 부착 분자인 LFA-1, LFA-3을 상승시킨다.
- CD23의 배출을 일으킨다.
- B세포 수용체를 하향조절한다.
- CD20+ 세포의 세포자멸사를 유도한다.
- 일부 만성 림프구성 백혈병 세포가 종양 미세환경으로부터 방출되도록 유도한다. 이는 리툭시맙과 함께 사용되는 화학요법에 악성 세포가 더 민감하게 노출되도록 만들 수 있다.[45]

몸에서 악성 B세포를 포함한 B세포가 제거되면서 여러 복잡한 효과가 발생하며, 새로운 건강한 B세포가 림프계 줄기세포로부터 발생한다.
리툭시맙이 결합하는 부위는 CD20의 170 ~ 173번과 182 ~ 185번 아미노산으로, 이 두 아미노산 서열은 167번과 183번 아미노산이 이황화 결합으로 결합해 있기 때문에 물리적으로 서로 가까운 위치에 있다.

## 부작용
사망과 영구적인 장애로 이어질 수 있는 심각한 부작용에는 다음과 같은 것들이 있다.
- 중증의 주입관련반응(infusion reaction)
- 심정지
- 사이토카인 방출 증후군
- 급성 콩팥 손상을 일으키는 종양 용해 증후군
- 감염
  - B형 간염의 재활성화
  - 기타 다른 바이러스 감염[47]
  - 사람 폴리오마바이러스 2 재활성화로 인한 진행성 다초점 백질뇌병증(PML)[48]
- B세포가 결핍된 70 ~ 80%의 전체 림프종 환자에서 나타나는 면역 독성
- 폐 독성[49]
- 장폐색과 장천공[50]

전신 홍반 루푸스 환자 두 명이 리툭시맙 치료 이후 진행성 다초점 백질뇌병증(PML)으로 사망하는 사례가 나왔다. PML은 뇌에서 잠복감염 상태로 있는 사람 폴리오마바이러스 2가 활성화되면서 발생한다. 사람 폴리오마바이러스 2의 재활성화는 대개 사망이나 심각한 뇌 손상으로 이어진다.
리툭시맙 치료를 받은 류마티스 관절염 환자에서 PML이 발생한 사례가 최소 1건 보고되었다.
리툭시맙은 림프종 환자에서 만성 E형 간염의 보조인자일 가능성이 있다고 보고된 바 있다. E형 간염은 보통 급성 감염으로 나타나는데, 리툭시맙 투여와 림프종이 함께 인체의 바이러스에 대한 면역 반응을 약화시켰을 수 있다.
지속적인 리툭시맙 치료의 주된 걱정거리는 적절한 백신 반응을 유도하기 어려워진다는 것이다. 코로나19 범유행 기간 동안 이 점이 조명을 받았는데, 다발성 경화증 환자가 리툭시맙 치료를 받았을 때 중증 코로나19에 걸릴 위험이 더 높았기 때문이다. 다발성 경화증 환자가 리툭시맙 치료를 받았을 때, B세포 수가 40/µL 이상이었던 환자 중 10명 중 9명이 화이자-바이온텍 코로나19 백신 접종 이후 항체가 보호 수준에 도달하였다.